# Đoàn Hòa bình
Đoàn Hòa bình (hay Tổ chức Hòa bình, Peace Corps) là một chương trình tình nguyện do chính phủ Hoa Kỳ điều hành. Sứ mệnh được nêu rõ của Đoàn Hòa bình gồm có cung cấp hỗ trợ kỹ thuật, giúp đỡ người sống bên ngoài Hoa Kỳ hiểu về văn hóa Mỹ, và giúp đỡ người Mỹ hiểu về văn hóa của các quốc gia khác. Công việc của đoàn phần lớn có liên quan đến phát triển kinh tế và xã hội. Người tham gia chương trình trong tư cách tình nguyện viên của đoàn là công dân Mỹ, thường thường có cấp bằng đại học. Họ sẽ làm việc ở ngoại quốc trong thời hạn là hai năm sau khóa huấn lệnh ba tháng.
Các tình nguyện viên sẽ làm việc với các chính quyền, trường học, các tổ chức bất vụ lợi, các tổ chức phi chính phủ và các chủ doanh nghiệp về giáo dục, thương mại, công nghệ thông tin, nông nghiệp, và môi trường. Sau 24 tháng làm việc, các tình nguyện viên có thể xin gia hạn thêm thời gian phục vụ.
Chương trình này được thiết lập theo Lệnh Hành pháp 10924 của Tổng thống John F. Kennedy ban hành vào ngày 1 tháng 3 năm 1961. Nó được thông báo trên truyền hình ngày 2 tháng 3 năm 1961, và được Quốc hội Hoa Kỳ cho phép bằng việc thông qua Đạo luật Tổ chức Hòa bình vào ngày 21 tháng 9 năm 1961. Đạo luật tuyên bố mục đích của chương trình như sau:
Để cổ vũ cho hòa bình và tình hữu nghị thế giới, Đoàn Hòa bình sẽ sẵn sàng có mặt tại các quốc gia và khu vực có hứng thú nơi mà những người Hoa Kỳ đã được chứng nhận đủ điều kiện để phục vụ tại ngoại quốc và sẵn lòng phục vụ dưới các điều kiện khắc nghiệt nếu cần thiết để giúp người dân các quốc gia hay khu vực để đáp ứng nhu cầu của họ về nhân lực có đào tạo.
Từ năm 1961 đến năm 2015, có gần 220.000 người Mỹ đã gia nhập Tổ chức Hòa bình và phục vụ tại 141 quốc gia.

## Lịch sử

### 1950–1959

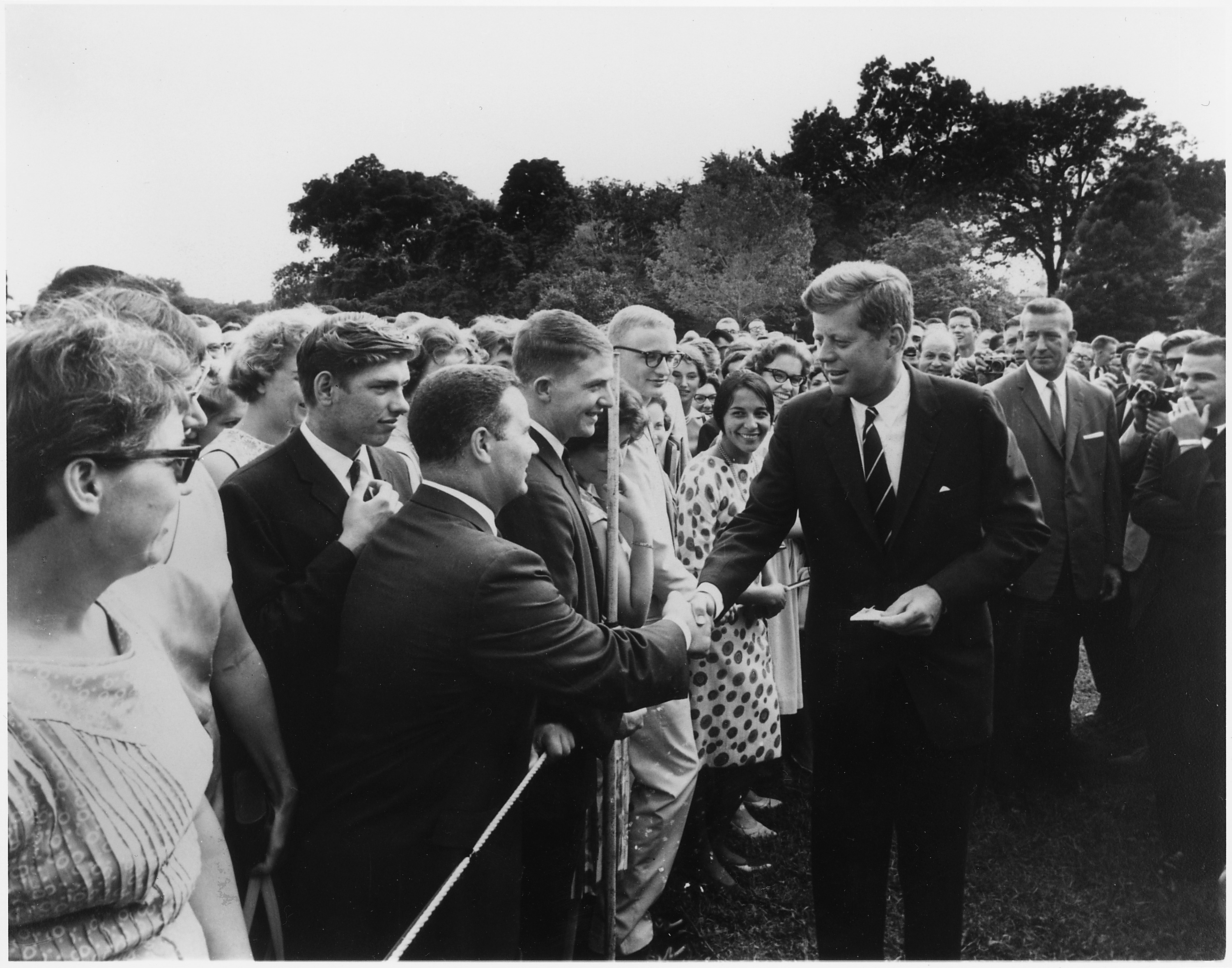
John F. Kennedy chào đón các tình nguyện viên vào ngày 28 tháng 8 năm 1961

Sau khi kết thúc Đệ nhị Thế chiến, có nhiều thành viên khác nhau trong Quốc hội Hoa Kỳ đề nghị đưa ra các đạo luật để thiết lập các tổ chức tình nguyện tại các quốc gia đang phát triển. Tháng 12 năm 1951 Dân biểu John F. Kennedy (thuộc đảng Dân chủ của tiểu bang Massachusetts) đề nghị thành lập một nhóm "mà các sinh viên trẻ mới ra trường sẽ tìm được một cuộc đời toàn vẹn bằng cách đem hỗ trợ và tư vấn kỹ thuật đến Trung Đông thiệt thòi và thụt lùi... Trong lời kêu gọi đó, các thanh niên này sẽ hướng theo công việc có tính xây dựng mà đã được các nhà truyền giáo thực hiện tại các quốc gia này trên 100 năm qua.":337–338 Năm 1952 Thượng nghị sĩ Brien McMahon (Dân chủ-Connecticut) đề nghị một "đoàn quân" thanh niên Mỹ hoạt động trong tư cách là "các nhà truyền giảng dân chủ". Các tổ chức phi tôn giáo do tư nhân tài trợ bắt đầu đưa tình nguyện viên ra ngoại quốc vào thập niên 1950. Trong lúc Kennedy được ghi nhận có công thành lập Tổ chức Hòa bình khi làm Tổng thống nhưng sáng kiên đầu tiên lại là của Thượng nghị sĩ Hubert H. Humphrey, Jr. (Dân chủ -Minnesota). Ông giới thiệu đạo luật đầu tiên để thành lập Tổ chức Hòa bình vào năm 1957. Trong cuốc tự truyện, The Education of a Public Man, Humphrey viết,
Có ba đạo luật đặc biệt quan trọng theo cảm tính đối với tôi là: Đoàn Hòa bình, một cơ quan giải trừ quân bị, và Hiệp ước cấm thử hạt nhân. Tổng thống biết tôi cảm giác thế nào nên yêu cầu tôi giới thiệu luật cho cả ba. Tôi giới thiệu Đoàn Hòa bình đầu tiên vào năm 1957. Nó không được người ta quan tâm nhiều. Một số nhà ngoại giao truyền thống lo sợ với ý tưởng hàng ngàn thanh niên Mỹ rãi ra khắp thể giới. Nhiều Thượng Nghị sĩ, có cả người theo chủ nghĩa tự do lại nghĩ rằng đây là một ý tưởng ngu ngốc và không thành công. Giờ đây, với một Tổng thống trẻ hối thúc thông qua đạo luật nó lại trở thành có thể thực hiện được và chúng tôi đã đẩy nó nhanh qua thượng viện. Thật sự hợp thời là hiện nay cho thấy các tình nguyện viên của Đoàn Hòa bình đã đạt được nhiều và nhiều hơn nữa kinh nghiệm của họ như các quốc gia mà họ làm việc. Điều đó có thể đúng, nhưng không nên hạ thấp công việc của họ. Họ đã chạm vào nhiều cuộc đời và khiến cho các cuộc đời này tốt đẹp hơn.

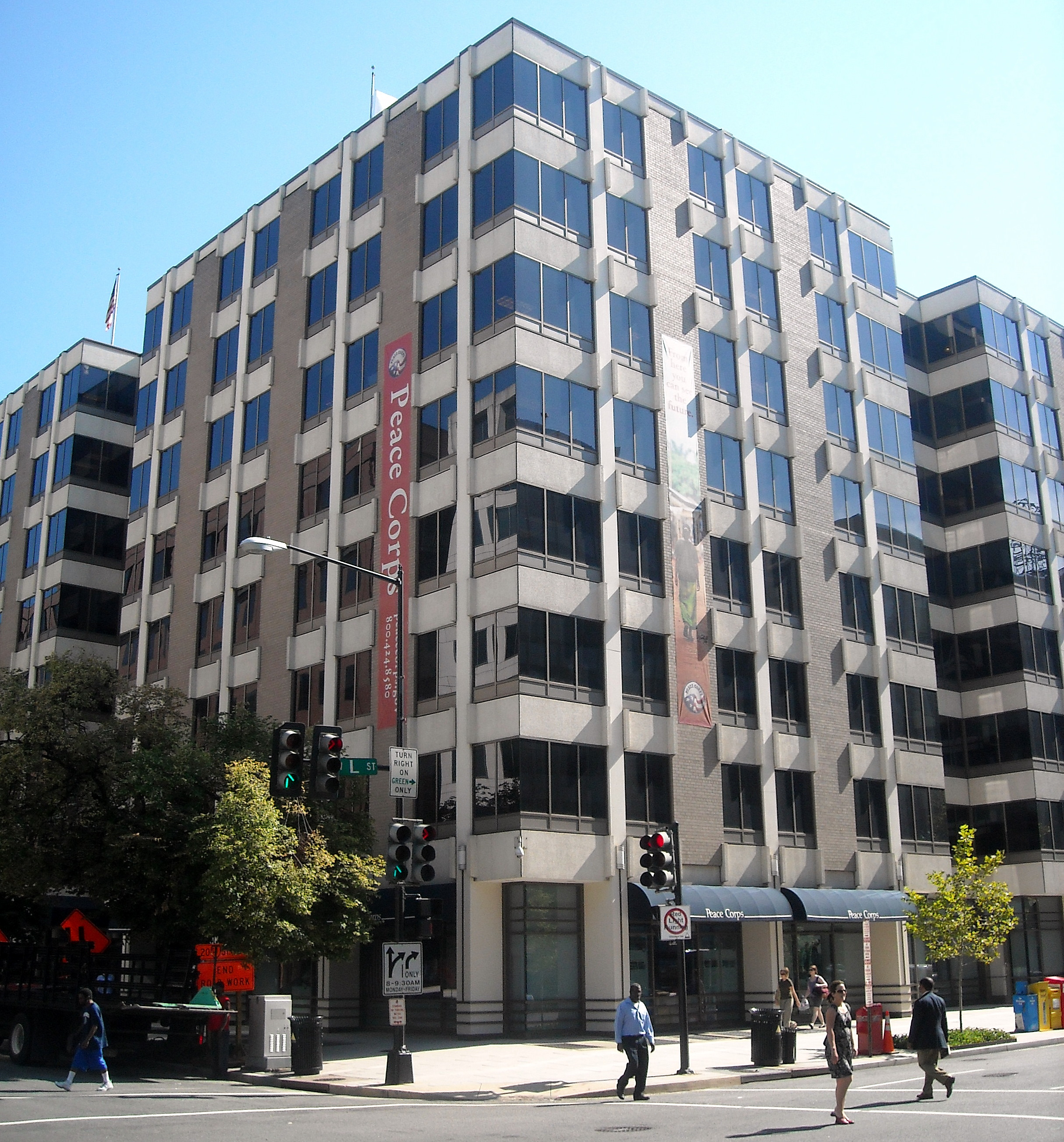
Tổng hành dinh Đoàn Hòa bình ở số 1111 20th Street, NW trong trung tâm thành phố Washington, D.C.

Tuy nhiên chỉ đến năm 1959, ý tưởng này mới được chú ý nghiêm túc tại Washington khi nghị sĩ Henry S. Reuss của Wisconsin đề nghị một "Đoàn Thanh niên Point Four". Năm 1960, ông và thượng nghị sĩ Richard L. Neuberger của Oregon giới thiệu các biện pháp tương tự kêu gọi một cuộc nghiên cứu phi chính phủ về ý tưởng "khả năng tư vấn và thực hiện". Cả Ủy ban Ngoại vụ của Hạ viện Hoa Kỳ và Ủy ban Quan hệ Quốc tế của Thượng viện Hoa Kỳ đồng ý cho cuộc nghiên cứu. Ủy ban Quan hệ Quốc tế của Thương viện đưa đề nghị của Reuss vào đạo luật An ninh Hỗ tương đang trong giai đoạn chờ đợi. Nó trở thành luật vào tháng 6 năm 1960. Tháng 8, Đạo luật Ngân sách An ninh Hỗ tương được thông qua, dành ra $10.000 đô la cho việc nghiên cứu. Tháng 11, Cơ quan Hợp tác Quốc tế hợp đồng với Maurice Albertson, Andrew E. Rice, và Pauline E. Birky của Quỹ Nghiên cứu Đại học Tiểu bang Colorado để tiến hành nghiên cứu.

### 1960–1969
John F. Kennedy ban đầu thông báo ý tưởng cho một tổ chức như thế tại một cuộc diễn thuyết tối tại Đại học Michigan ở Ann Arbor vào ngày 14 tháng 10 năm 1960 trong chiến dịch vận động tranh cứ Tổng thống năm 1960. Sau đó ông gán cho tổ chức được đề nghị này cái tên là "Đoàn Hòa bình". Có một bảng đồng tưởng niệm được đặt tại nơi Kennedy đứng. Trong những tuần sau cuộc bầu cử Tổng thống năm 1960, nhóm nghiên cứu tại Đại học Tiểu bang Colorado trình bày cuộc nghiên cứu khả thi của họ một vài ngày trước khi Kennedy nhậm chức Tổng thống vào tháng 1 năm 1961.
Những người chỉ trích phản đối chương trình này. Đối thủ của Kennedy là Richard M. Nixon tiên đoán là nó sẽ trở thành một "hiện tượng tôn sùng cho chủ nghĩa thoát ly thực tế" và "một nơi ẩn núp cho những kẻ trốn quân dịch."
Những người khác thì nghi ngờ không biết là các sinh viên mới ra trường có đủ kỹ năng và sự chín chắn cần thiết chưa. Tuy nhiên, ý tưởng này được các sinh viên yêu thích và vì thế Kennedy theo đuổi nó. Ông yêu cầu các nhà khoa bảng nổi tiếng như Max Millikan và Chester Bowles giúp ông tạo nền cho tổ chức và mục tiêu của nó. Trong bài diễn văn nhậm chức, Kennedy lần nữa hứa thiết lập chương trình: "Và vì vậy, các bạn Mỹ của tôi: đừng hỏi quốc gia có thể làm gì cho các bạn mà hãy hỏi rằng bạn có thể làm gì cho quốc gia". Trong một bài diễn tại Tòa Bạch Ốc ngày 22 tháng 6 năm 1962 có tựa đề "Remarks to Student Volunteers Participating in Operation Crossroads Africa", Tổng thống Kennedy thừa nhận rằng Chiến dịch Crossroads for Africa là cơ bản cho việc thành lập Tổ chức Hòa bình. "Nhóm này và nỗ lực này thực sự là tiền thân của Đoàn Hòa bình. Những gì tổ chức này đã làm trong một số năm đã đưa đến việc thành lập cái mà tôi xem là chỉ dấu đáng khích lệ nhất về ước muốn phục vụ không chỉ tại quốc gia này mà cả toàn thế giới mà chúng ta đã thấy trong những năm gần đây". Trang mạng của Đoàn Hòa bình trả lời câu hỏi "Ai đã tạo cảm hứng cho việc thành lập Đoàn Hòa bình?" nhìn nhận rằng Đoàn Hòa bình dựa trên Chiến dịch Crossroads Africa do Rev. James H. Robinson thành lập.
Ngày 1 tháng 3 năm 1961, Kennedy ký lệnh hành pháp 10924 chính thức khởi động Tổ chức Hòa bình. Quan ngại về làn sóng cảm tình cách mạng đang lên cao tại Thế giới thứ ba, Kennedy xem Đoàn Hòa bình là phương tiện đối trọng lại ấn tượng rập khuôn về "người Mỹ xấu xí" và "chủ nghĩa đế quốc Mỹ", đặc biệt là các quốc gia mới xuất hiện ở châu Á và châu Phi thời hậu-thuộc địa. Kennedy bổ nhiệm em rể của mình là Sargent Shriver làm giám đốc đầu tiên của chương trình. Shriver tạo hình cho tổ chức với sự giúp đỡ của Warren Wiggins và những người khác. Shriver và nhóm nghiên cứu của ông phát họa ra mục tiêu của tổ chức và ấn định con số tình nguyện viên ban đầu. Đoàn Hòa bình bắt đầu tuyển mộ nhân viên vào tháng 7 năm 1962; Bob Hope cắt ngắn thông tin truyền hình và radio để cổ vũ chương trình.
Người chỉ trích hàng đầu chống Đoàn Hòa bình là dân biểu Otto Passman thuộc khu quốc hội số 5 của tiểu bang Louisiana có thành phố trung tâm là Monroe. Những người chỉ trích gọi Passman là "Otto the Terrible" vì ông đã cố tìm cách ngăn cản chương trình bằng cách cắt giảm ngân sách cho chương trình đến mức tối thiểu. Kết cuộc, mặc dù hoài nghi trước đây, chính Tổng thống Nixon đã cứu Đoàn Hòa bình sau năm 1969 thoát khỏi lưỡi dao quốc hội của Passman.
Sau một bài diễn văn của Kennedy, người được mục sư Russell Fuller của Hội thánh Memorial Christian giới thiệu vào ngày 28 tháng 8 năm 1961, nhóm tình nguyện viên đầu tiêu khỏi hành đi Ghana và Tanzania. Chương trình được Quốc hội Hoa Kỳ chính thực cho phép vào ngày 22 tháng 9 năm 1961. Trong hai năm có khoảng trên 7.300 tình nguyện viên phục vụ tại 44 quốc gia. Co số này tăng lên đến 15.000 vào tháng 6 năm 1966, là con số lớn nhất trong lịch sử của tổ chức.
Tổ chức trải qua vấn đề gây tranh cãi trong năm đầu tiên hoạt động. Ngày 13 tháng 10 năm 1961, một bưu thiếp của một tình nguyện viên tên Margery Jane Michelmore tại Nigeria gởi đến một người bạn tại Hoa Kỳ đã diễn tả tình hình của cô tại Nigeria như là một "người nghèo bẩn thỉu và điều kiện sống quá hoang sơ." Tuy nhiên, bưu thiếp này chưa bao giờ ra khỏi quốc gia. Hội Sinh viên Đại học Ibadan ở Nigeria yêu cầu trục xuất và tố cáo các tình nguyện viên là làm "gián điệp quốc tế cho Mỹ" và dự án này là "một kế hoạch nhằm ươm mầm chủ nghĩa thực dân mới." Chẳng bao lâu sau đó, giới truyền thông quốc tế nắm bắt được câu chuyện, khiến cho một số người trong chính phủ Hoa Kỳ chất vấn chương trình. Sinh viên Nigeria phản đối chương trình trong lúc các tình nguyện viên Mỹ tự cô lập mình và sau đó thì bắt đầu tuyệt thực. Sau vài ngày, sinh viên Nigeria đồng ý mở đối thoại với người Mỹ.

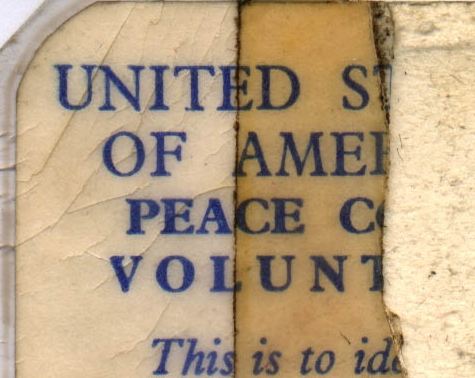
Mảnh rách một thẻ hình sự của một tình nguyện viên năm 1965

### 1970–1999
Tháng 7 năm 1971, Tổng thống Richard Nixon, một người từng phản đối chương trình, đặt Đoàn Hòa bình dưới sự giám sát của Cơ quan Hành Động Hoa Kỳ. Tổng thống Jimmy Carter, người luôn cổ vũ cho chương trình, nói rằng mẹ ông từng phục vụ trong vai trò y tá của chương trình và bà đã có "một trong những kinh nghiệm vinh quang nhất trong cuộc đời bà" với Đoàn Hòa bình. Năm 1979, ông biến Đoàn Hòa bình trở thành tự trị bằng một lệnh hành pháp. Tư cách độc lập của đoàn được củng cố thêm bằng luật năm 1981, biến tổ chức thành một cơ quan liên bang độc lập.
Năm 1976, Deborah Gardner được phát hiện bị sát hại tại nhà bà tại Tonga nơi bà đang phục vụ Đoàn Hòa bình. Dennis Priven, một nhân viên khác của Đoàn Hòa bình, sau đó bị chính phủ Tonga buộc tội sát nhân. Ông được tòa xét xử không có tội với lý do bị tâm thần nhưng bị phạt trải qua thời gian trong một viện tâm thần ở Washington D.C. Privan chưa bao giờ được một viện tâm thần nào cho nhập viện. Việc xét xử vụ án này bị chỉ trích nặng nề. Chính yếu của sự chỉ trích là rằng Đoàn Hòa bình dường như đã vận động để giữ cho một trong số nhân viện tình nguyện của họ được xử không có tội sát nhân vì vụ án có thể mang đến điều tiếng xấu cho tổ chức.

### 2000 đến nay
Mặc dù các tình nguyện viên ban đầu chính yếu được nghĩ đến là những người am tường nhiều khía cạnh khác nhau nhưng Đoàn Hòa bình có các yêu cầu về nhân sự kỹ thuật từ lúc khởi đầu. Chẳng hạn như địa chất gia nằm trong số các tình nguyện viên đầu tiên được quốc gia nhận tình nguyện đầu tiên là Ghana yêu cầu. Một bài viết trong ấn bản Geotimes (ấn bản thương mại) năm 1963 có sơ lược giới thiệu về chương trình và vào năm 2004 đã cho xuất bản lược sử tiếp theo về các khoa học gia địa chất của Đoàn Hòa bình. Trong suốt thời Tổng thống Nixon, Đoàn Hòa bình gồm có các nhà khoa học lâm nghiệp, khoa học gia máy tính, và các chuyên gia tư vấn doanh nghiệp nhỏ trong số các tình nguyện viên.
Năm 1982, Tổng thống Ronald Reagan bổ nhiệm Loret Miller Ruppe là người đề xướng ra các chương trình có liên quan đến thương mại làm giám đốc. Đây là lần đầu tiên có con số đáng kể các tình nguyện viên bảo thủ và thuộc đảng Cộng hòa gia nhập đoàn khi tổ chức này tiếp tục phản ánh các điều kiện xã hội và chính trị biến chuyển tại Hoa Kỳ. Ngân quỹ bị cắt giảm vào đầu thập niên 1980 đã làm giảm số lượng tình nguyện viên xuống 5.380. Đây là con số thấp nhất kể từ những năm đầu tiên. Ngân quỹ gia tăng năm 1985 khi Quốc hội bắt đầu tăng số lượng tình nguyện viên, lên đến 10.000 vào năm 1992.

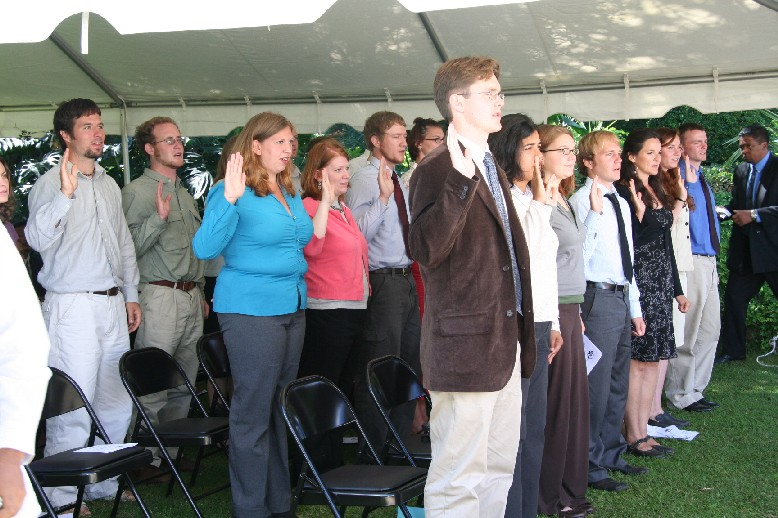
Thực tập sinh của Đoàn Hòa bình tuyên thệ làm tình nguyện viên tại Madagascar, ngày 26 tháng 4 năm 2006

Các vụ tấn công ngày 11 tháng 9 năm 2001 đã cảnh báo Hoa Kỳ về thái độ chống Mỹ lên cao tại Trung Đông nên Tổng thống George W. Bush hứa tăng gấp đôi quy mô cho tổ chức trong vòng năm năm như một phần của Chiến tranh chống khủng bố. Trong tài khoá 2004, Quốc hội tăng ngân quỹ cho tổ chức lên đến 325 triệu đô la Mỹ, hơn 30 triệu đô la so với con số của năm 2003 nhưng ít hơn 30 triệu đô la con số mà Tổng thống yêu cầu.
Như một phần của gói kích thích kinh tế năm 2008, Tổng thống Barack Obama đề nghị tăng gấp đôi quy mô của Đoàn Hòa bình. Tuy nhiên tính đến năm 2010 con số được yêu cầu vẫn chưa đủ đạt được mục tiêu này vào năm 2011. Thực tế là con số người xin gia nhập Đoàn Hòa bình đã giảm đều đặn từ con số cao 15.384 vào năm 2009 xuống còn 10.091 vào năm 2012. Quốc hội tăng ngân sách chi tiêu năm 2010 từ 373 triệu được Tổng thống yêu cầu lên đến 400 triệu đô la, và đề nghị các đạo luật nhằm tăng thêm ngân khoản cho năm 2011 và năm 2012. Theo cựu giám đốc Gaddi Vasquez, Đoàn Hòa bình đang cố tìm cách tuyển mộ các tình nguyện viên đa dạng hơn gồm các lứa tuổi khác nhau và biến nó trông "giống nước Mỹ hơn". Một bài viết năm 2007 trên Harvard International Review đề nghị mở rộng Đoàn Hòa bình, chỉnh sửa lại sứ mệnh của đoàn và trang bị cho đoàn với kỹ thuật mới. Năm 1961 chỉ có 1% tình nguyện viên trên 50 tuổi so với bây giờ là 5%. Người thiểu số hiện chiếm 19% tổng số tình nguyện viên. 35% dân số Hoa Kỳ là người nói tiếng Tây Ban Nha hay không phải người da trắng.
Năm 2009, Casey Frazee, người từng bị tấn công tình dục trong lúc phục vụ tại Nam Phi, thành lập First Response Action, một nhóm vận động nhằm kêu gọi phản ứng mạnh mẽ hơn từ Đoàn Hòa bình giúp đỡ các tình nguyện viên từng là nạn nhân của bạo hành thể xác và tình dục. Năm 2010, các mối quan tâm về an nguy của các tình nguyện viên đã được trình bày trong một bản báo cáo được tổng hợp từ các tài liệu công chính thức đã liệt kê ra hàng trăm vụ tội phạm bạo hành chống các tình nguyện viên từ năm 1989. Năm 2011, một phóng sự điều tra truyền hình của "Chương trình 20/20" tìm thấy rằng "hơn 1.000 phụ nữ trẻ Mỹ bị hãm hiếp hay bị tấn công tình dục trong thập niên qua trong lúc phục vụ như tình nguyện viên của Đoàn Hòa bình tại các quốc gia ngoại quốc."

## Các quốc gia hiện thời

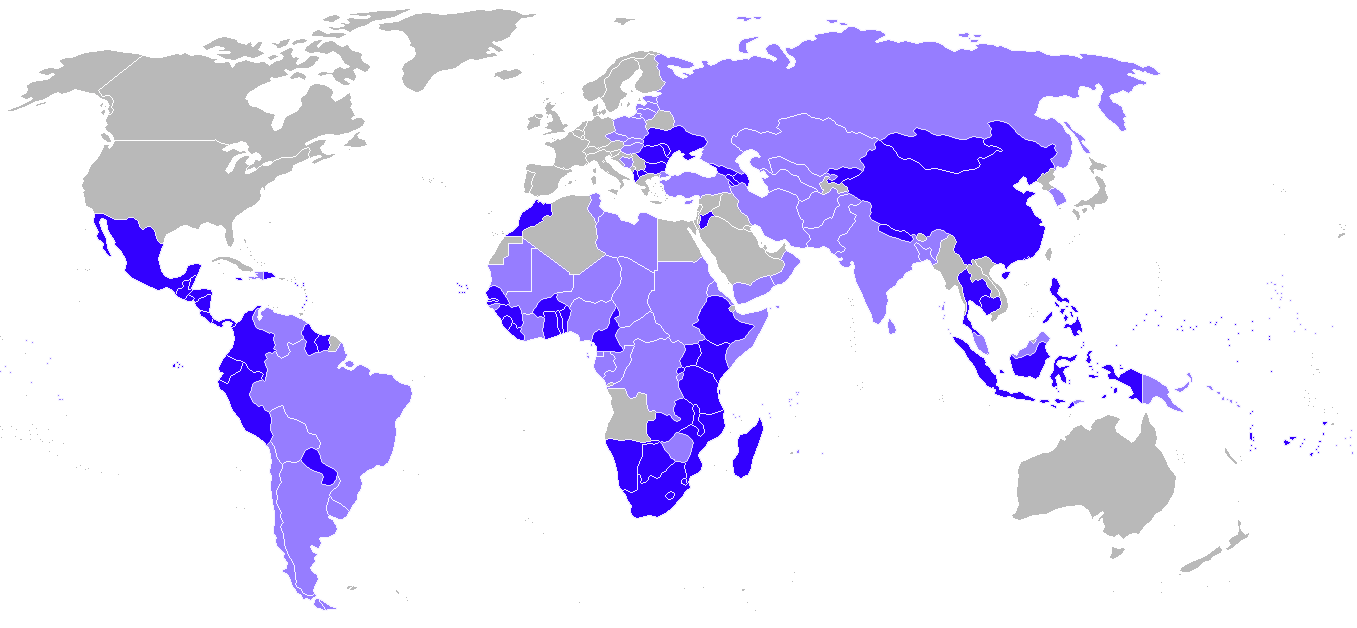
Các quốc được tình nguyện viên Đoàn Hòa bình phục vụ As of 2009.
Các quốc gia từng được phục vụ trước kia.

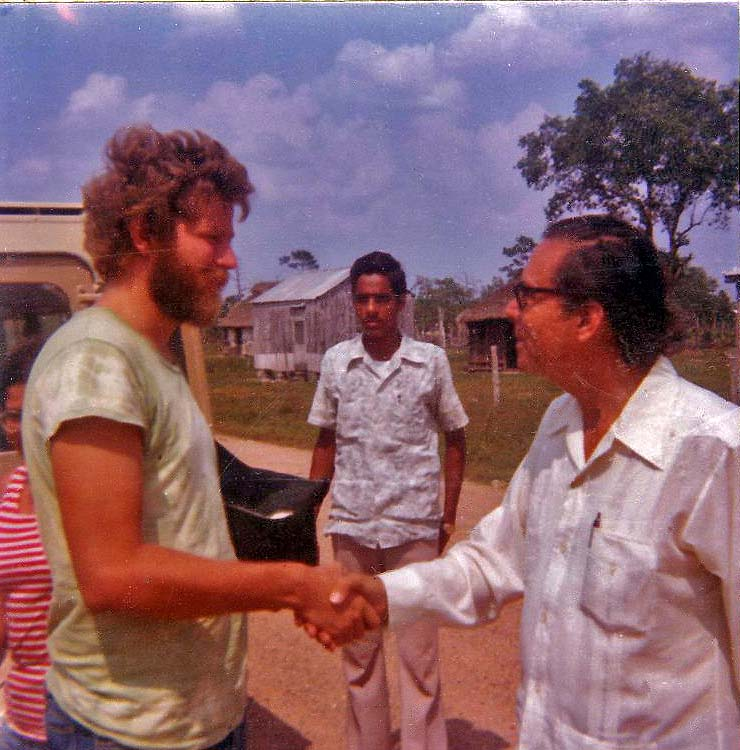
Thủ tướng George Cadle Price và một tình nguyện viên Đoàn Hòa bình tại Belize năm 1976

Tính đến năm 2009, các tình nguyện viên của Đoàn Hòa bình đang phục vụ tại 68 quốc gia:
Vùng Caribbe:
- Dominica
- Cộng hòa Dominica
- Grenada
- Jamaica[43]
- St. Lucia
- St. Vincent và Grenadines

Trung Mỹ và Mexico:
- Belize
- Costa Rica
- El Salvador (đình chỉ vào tháng 1 năm 2016[44])
- Guatemala
- Honduras (đình chỉ vào tháng 1 năm 2012[45])
- Mexico
- Nicaragua
- Panama[46]

Nam Mỹ:
- Colombia
- Ecuador
- Guyana
- Paraguay
- Peru[47]

Đông Âu và Trung Á:
- Albania
- Armenia
- Azerbaijan
- Georgia
- Macedonia
- Moldova
- Ukraine
- Kosovo[48]
- Cộng hòa Kyrgyz[49]

Bắc Phi và Trung Đông:
- Jordan (đình chỉ tháng 3 năm 2015[50])
- Morocco
- Tunisia [51]

Châu Phi:
- Bénin
- Botswana
- Burkina Faso
- Cameroon
- Comoros
- Ethiopia
- Gambia
- Ghana
- Guinea
- Kenya
- Lesotho
- Liberia (tạm thời đình chỉ tháng 7 năm 2014)
- Madagascar
- Malawi
- Mali (đình chỉ năm 2015)
- Mozambique
- Namibia
- Niger (đình chỉ tháng 1 năm 2011)
- Rwanda
- Senegal
- Sierra Leone
- Nam Phi
- Swaziland
- Tanzania
- Togo
- Uganda
- Zambia[52]

Châu Á:
- Cambodia
- Trung Quốc
- Indonesia
- Malaysia
- Mông Cổ
- Myanmar
- Nepal
- Philippines
- Thái Lan[53]

Các đảo Thái Bình Dương:
- Fiji
- Micronesia
- Palau
- Samoa
- Tonga
- Vanuatu[54]

## Các hoạt động

### Xóa bệnh sốt rét tại châu Phi
Đoàn Hòa bình khởi xướng sáng kiến đưa tình nguyện viên tham gia nỗ lực kiểm soát bệnh sốt rét vào năm 2011. Sáng kiến này phát triển từ các chương trình ngăn ngừa bệnh sốt rét của Đoàn Hòa bình tại Senegal, hiện nay có các tình nguyện viên hiện diện tại 24 quốc gia châu Phi.

### Môi trường
Đoàn có nhiều chương trình môi trường khác nhau. Các đánh giá về nhu cầu sẽ quyết định xem chương trình nào nên được áp dụng tại mỗi quốc gia. Các chương trình bao gồm các hình thức hữu hiệu và hiệu quả về canh nông, tái chế, quản lý công viên, giáo dục môi trường và phát triển nguồn năng lượng thay thế. Các tình nguyện viên phải có cả kinh nghiệm thực tế và bằng cấp khoa bảng.
Ba chương trình lớn là Quản lý các khu vực bảo tồn, Giáo dục và Nhận thức về môi trường, và Lâm học.
Trong chương trình quản lý khu vực bảo tồn, các tình nguyện viên sẽ làm việc với các công viên hay các chương trình khác để giảng dạy về bảo tồn tài nguyên. Hoạt động của tình nguyện viên gồm có đào tạo kỹ thuật, làm việc với nhân viên của công biên về bảo tồn đời sống hoang dã, tổ chức các chương trình bảo tồn thiên nhiên trong cộng đồng để sử dụng đúng hiệu quả nguồn tài nguyên rừng và biển, và thiết lập các hoạt động để tăng tài chính bảo vệ môi trường.
Giáo dục và nhận thức môi trường tập trung vào các cộng đồng có vấn đề về môi trường có liên quan đến nông nghiệp và thu nhập. Các chương trình gồm có dạy tại các trường tiểu và trung học; các chương trình giảo dục môi trường cho thanh niên; thành lập các nhóm môi trường, hỗ trợ duy trì nguồn tài nguyên biển và rừng; cách làm ra tiền; quản lý vệ sinh đô thị; và giáo dục nông dân về bảo tồn đất, lâm học, và trồng vườn.
Chương trình Lâm học giúp các cộng đồng bảo tồn nguồn tài nguyên thiên nhiên qua các dự án như bảo tồn đất, kiểm soát lũ lụt, tạo ra nhiên liệu có thể sử dụng lâu dài, nông nghiệp tổng hợp, xen canh, và bảo vệ đa dạng sinh học.

### Đoàn Hòa bình, Ứng phó
Đoàn Hòa bình Ứng phó, trước kia có tên là Đoàn Khủng hoảng được thành lập bởi giám đốc Mark Gearan vào năm 1996. Gearan tạo mô hình Đoàn Khủng hoảng dựa theo Hệ thống Ứng phó Tình trạng Khẩn cấp thật thành công của Hiệp hội Đoàn Hòa bình Quốc gia gồm các cựu tình nguyện viên của Đoàn Hòa bình sẳn lòng ứng phó các cuộc khủng hoảng khi cần đến. Hệ thống Ứng phó Tình trạng Khẩn cấp đã từng lộ diện để đối phó với Nạn diệt chủng Rwanda vào năm 1994. Ngày 19 tháng 11 năm 2007 Giám đốc Tổ chức Hòa bình là Ronald Tschetter đổi tên Đoàn Khủng hoảng thành Đoàn Hòa bình Ứng phó.
Sự thay đổi này đối với Đoàn Hòa bình Ứng phó đã cho phép Đoàn Hòa bình kiêm nhiệm các dự án không lên đến mức khủng hoảng. Chương trình triển khai các cựu tình nguyện viên vào các công tác có ảnh hưởng cao mà thường thường có thời gia dài từ ba đến 12 tháng.
Tình nguyện viên thuộc nhóm Đoàn Hòa bình Ứng phó nói chung nhận cùng mức chi tiêu và phúc lợi như các tình nguyện viên khác trong Đoàn Hòa bình bao gồm chuyên chở hai chiều, chi phí ổn định cuộc sống và chăm sóc sức khỏe. Điều kiện tối thiểu gồm có hoàn thành ít nhất một năm phục vụ trong Đoàn Hòa bình bao gồm cả thời gian huấn luyện. Ngoài ra họ phải đủ điều kiện về sức khỏa và không bị ràng buộc về pháp lý. Danh xưng Đoàn Khủng hoảng vẫn được giữ như một nhánh đơn độc trong Đoàn Hòa bình Ứng phó, được đặc cách dành các tình nguyện viên thật sự được giao phó các tình trạng "khủng hoảng" như cứu trợ tai họa sau động đất, lũ lụt, núi lữa, và các tai họa khác.

### Giáo dục và ngôn ngữ
Đoàn Hòa bình có sẵn các nguồn tài liệu dành cho giáo viên tại Hoa Kỳ và ngoại quốc dưới nhan đề Coverdell Worldwide Schools. Các tài liệu gồm có các giáo án bài học, bài học bằng âm thanh bằng 7 thứ tiếng, các diễn giả khách mời, và các tài liệu từ phòng học này đến phòng học khác.

## Luật lệ áp dụng đối với Đoàn Hòa bình

### Lệnh hành pháp
Đoàn Hòa bình ban đầu được thành lập theo lệnh hành pháp và được chỉnh đổi qua một số lệnh hành pháp kế tiếp bao gồm:
- Năm 1961 – Lệnh hành pháp 10924 – Thành lập và quản lý Đoàn Hòa bình trực thuộc Bộ Ngoại giao (Tổng thống Kennedy)[64]
- Năm 1962 – Lệnh hành pháp 11041 – Tiếp tục và quản lý Đoàn Hòa bình trực thuộc Bộ Ngoại giao (Tổng thống Kennedy)[65]
- Năm 1963 – Lệnh hành pháp 11103 – nhằm mục đích bổ nhiệm các cựu tình nguyện viên của Đoàn Hòa bình vào các cơ quan nghiệp vụ dân sự (Tổng thống Kennedy)[66]
- Năm 1971 – Lệnh hành pháp 11603 – giao thêm các nhiệm vụ phụ cho giám đốc cơ quan ACTION (Tổng thống Nixon)
- Năm 1979 – Lệnh hành pháp 12137 – Đoàn Hòa bình (Tổng thống Carter)[67]

### Các giới hạn đối với các cựu tình nguyện viên
Các cựu thành viên của Đoàn Hòa bình không thể được điều động vào các nhiệm vụ tình báo quân sự trong khoảng thời gian là 4 năm sau khi phục vụ Đoàn Hòa bình. Hơn thế, họ bị cấm chỉ vĩnh viễn phục vụ nhiệm sở tình báo quân sự tại bất cứ quốc gia nào mà họ từng làm tình nguyện.

### Giới hạn thời gian làm việc
Các nhân viên của Đoàn Hòa bình nhận bổ nhiệm với thời gian bị hạn chế, và đa số nhân viên bị hạn chế thời gian phục vụ tối đa là 5 năm. Sự giới hạn về thời gian là nhằm đảm bảo rằng nhân sự của Đoàn Hòa bình luôn mới và có sáng kiến. Một quy định liên quan là các cựu nhân viên của đoàn không thể được thu nhận lại cho đến sau khoảng thời gian dài bằng thời gian họ đã làm việc trước đó. Công tác tình nguyện thì không bị chi phối bởi hai luật lệ vừa kể.

## Lãnh đạo

### Giám đốc
Tháng 7 năm 2013, Tổng thống Barack Obama đề cử Carrie Hessler-Radelet làm giám đốc thứ 19 của Đoàn Hòa bình. Từ năm 2010, Hessler-Radelet đã phục vụ trong vai trò phó giám đốc và quyền giám đốc Đoàn Hòa bình. Từ năm 1981–1983, bà phục vụ trong vai trò tình nguyện viên Đoàn Hòa bình tại Tây Samoa cùng với chống bà là Steve. Ngày 5 tháng 6 năm 2014 Thượng viện Hoa Kỳ xác nhận sự đề cử cho bà.
|    | Giám đốc               | Thời gian phục vụ                   | Được bổ nhiệm bởi | Ghi chú |
| -- | ---------------------- | ----------------------------------- | ----------------- | --- |
| 1  | R. Sargent Shriver     | 1961–1966                           | Kennedy           | Tổng thống Kennedy bổ nhiệm Shriver ba ngày sau khi ký lệnh hành pháp. Tình nguyện viên đến phục vụ 5 quốc gia trong năm 1961. Trong thời giai dưới 6 năm, Shriver phát triển chương trình tại 55 quốc gia với số tình nguyện viên là trên 14.500 người.                                                               |
| 2  | Jack Vaughn            | 1966–1969                           | Johnson           | Vaughn cải thiện tiếp thị, hoạt định chương trình, và hỗ trợ tình nguyện viên khi có đến con số lớn các cựu tình nguyện viên gia nhập nhân sự. Ông cũng khuyến khích giao việc cho các tình nguyện viên tham gia vào các hoạt động phát triển cộng đồng, quản lý tài nguyên thiên nhiên, và bảo tồn.                   |
| 3  | Joseph Blatchford      | 1969–1971                           | Nixon             | Blatchford phục vụ trong vai trò trưởng cơ quan mới có tên là ACTION là cơ quan nắm cả Đoàn Hòa bình. Ông lập ra Văn phòng Cựu tình nguyện viên để giúp các tình nguyện viên phục vụ tại cộng đồng của họ ở quê nhà.                                                                                                   |
| 4  | Kevin O'Donnell        | 1971–1972                           | Nixon             | O'Donnell là người đầu tiên từng làm giám đốc Đoàn Hòa bình ở quốc gia sở tại được bổ nhiệm làm giám đốc (Hàn Quốc, 1966–70). Ông đấu tranh chống cắt giảm ngân sách. |
| 5  | Donald Hess            | 1972–1973                           | Nixon             | Hess đưa ra sáng kiến huấn luyện tình nguyện viên tại quốc gia tiếp nhận nơi mà họ sẽ dần dần phục vụ để sử dụng người dân bản xứ. Việc huấn luyện giúp chuẩn bị thực tiển hơn và chi tiêu giảm thiểu cho cơ quan. Hess cũng tìm cảnh chấm dứt tình trạng thu nhỏ Đoàn Hòa bình.                                       |
| 6  | Nicholas Craw          | 1973–1974                           | Nixon             | Craw tìm cách gia tăng số tình nguyện viên tại thực địa và ổn định tương lai của cơ quan. Ông giới thiệu một chương trình hoạch định có ấn định mục tiêu, kế hoạch quản trị tại quốc gia phục vụ, và cải thiện việc phân phối tài lực khắp 69 quốc gia nhận trợ giúp.                                                  |
| 7  | John Dellenback        | 1975–1977                           | Ford              | Dellenback cải thiện việc chăm sóc sức khỏe các tình nguyện viên. Ông đặt trọng tâm tuyển mộ những người am tường nhiều lãnh vực khác nhau. Ông tin tưởng vào các đương đơn xin việc thậm chí những người không có kỷ năng đặc biệt nào và thay vào đó là huấn luyện họ để phục vụ.                                    |
| 8  | Carolyn R. Payton      | 1977–1978                           | Carter            | Payton là nữ giám đốc đầu tiên và cũng là người Mỹ gốc châu Phi đầu tiên. Bà tập trung cải thiện sự đa dạng hóa nguồn lực tình nguyện. |
| 9  | Richard F. Celeste     | 1979–1981                           | Carter            | Celeste tập trung vai trò của phụ nữ trong việc phát triển và gia tăng sự tham dự của người thiểu số và phụ nữ, đặc biệt là các chức vụ nhân sự. Ông đầu tư nhiều vào huấn luyện bao gồm phát triển chương trình giảng dạy cốt lõi khắp thế giới.                                                                      |
| 10 | Loret Miller Ruppe     | 1981–1989                           | Reagan            | Ruppe là giám đốc phục vụ lâu nhất và là người đấu tranh cho phụ nữ trong các vai trò phát triển. |
| 11 | Paul Coverdell         | 1989–1991                           | G.H.W. Bush       | Coverdell thiết lập hai chương trình có trọng tâm là quốc nội. "Các trường toàn thế giới" giúp cho các sinh viên Hoa Kỳ trao đổi với các tình nguyện viên ngoại quốc. Chương trình Fellows/USA giúp các cựu tình nguyện viên theo đuổi các nghiên cứu hậu đại học trong lúc phục vụ cộng đồng địa phương.              |
| 12 | Elaine Chao            | 1991–1992                           | G.H.W. Bush       | Chao là giám đốc người Mỹ gốc châu Á đầu tiên. Bà mở rộng sự hiện diện của Đoàn Hòa bình tại Đông Âu và Trung Á qua việc thiết lập các chương trình đầu tiên tại Latvia, Lithuania, Estonia, và các quốc gia mới độc lập khác.                                                                                         |
| 13 | Carol Bellamy          | 1993–1995                           | Clinton           | Bellamy là cựu tình nguyện viên đầu tiên (Guatemala 1963–65) trở thành giám đốc. Bà tái tiếp thêm sinh lực cho mối quan hệ với các cựu tình nguyện viê6n và mở trang mạng của đoàn. |
| 14 | Mark D. Gearan         | 1995–1999                           | Clinton           | Gearan thành lập Đoàn Khủng hoảng, một chương trình thu nhận các cựu tình nguyện viên để giúp đỡ các cộng đồng hải ngoại hồi phục lại sau các tai hoạ thiên nhiên và khủng hoảng nhân đạo. Ông ủng hộ việc mở rộng Đoàn Hòa bình và mở các chương trình tình nguyện mới tại Nam Phi, Jordan, Bangladesh và Mozambique. |
| 15 | Mark L. Schneider      | 1999–2001                           | Clinton           | Schneider là cựu tình nguyện viên thứ hai (El Salvador, 1966–68) làm lãnh đạo cơ quan. Ông khởi sự một chương trình mới nhằm gia tăng sự tham dự tình nguyện viên giúp ngăn ngừa sự gây lan của HIV/AIDS tại châu Phi, và cũng tìm tình nguyện viên làm việc trong các dự án công nghệ thông tin.                      |
| 16 | Gaddi Vasquez          | 2002–2006                           | G.W. Bush         | Gaddi H. Vasquez là giám đốc gốc người nói tiếng Tây Ban Nha đầu tiên. Ông tập trung vào việc gia tăng sự đa dạng hóa nhân viên và tình nguyện viên. Ông cũng cho thành lập một chương trình Đoàn Hòa bình tại Mexico.                                                                                                 |
| 17 | Ron Tschetter          | September 2006 – 2008               | G.W. Bush         | Cựu tình nguyện viên thứ ba làm lãnh đạo cơ quan. Tschetter từng phục vụ tình nguyện tại Ấn Độ vào giữa thập niên 1960. Ông khởi động sáng kiến có tên gọi là "50 và trên" để gia tăng sự tham dự của người lớn tuổi vào đoàn.                                                                                         |
| 18 | Aaron S. Williams      | tháng 8 năm 2009 – tháng 9 năm 2012 | Obama             | Aaron S. Williams là cựu tình nguyện viên thứ tư là giám đốc. Williams từ chức giám đốc vì lý do cá nhân và gia đình vào ngày 17 tháng 9 năm 2012. |
| 19 | Carrie Hessler-Radelet | tháng 9 năm 2012 – hiện nay         | Obama             | Carrie Hessler-Radelet làm quyền giám đốc vào tháng 9 năm 2012. Trước đó, Hessler-Radelet làm phó giám đốc từ 23 tháng 6 năm 2010 cho đến khi bổ nhiệm làm quyền giám đốc. Bà được thượng viện xác nhận làm giám đốc vào ngày 5 tháng 6 năm 2014.                                                                      |

### Tổng Thanh tra
Chức vụ Tổng thanh tra Đoàn Hòa bình được luật pháp cho phép để xem xét tất cả chương trình và hoạt động của Đoàn Hòa bình. Văn phòng Tổng thanh tra là một thực thể độc lập bên trong Đoàn Hòa bình. Tổng thanh tra báo cáo trực tiếp cho giám đốc Đoàn Hòa bình. Ngoài ra, tổng thanh tra còn báo cáo cho Quốc hội Hoa Kỳ hai lần mỗi năm với các dữ liệu và hoạt động của văn phòng thanh tra. Văn phòng tổng thanh tra phục vụ trong vai trò nhánh thi hành pháp luật của Đoàn Hòa bình và làm việc bên cạnh Bộ Ngoại giao, Bộ Tư pháp, và các cơ quan liên bang khác. Văn phòng tổng thanh tra có ba bộ phận thực thi nhiệm vụ của mình:
Kiểm toán– Kiểm toán viên xem xét các hoạt động của Đoàn Hòa bình như các hoạt động điều hành chương trình, tài chính, hợp đồng theo quy định để bảo đảm chi tiêu rõ ràng, minh bạch và đưa ra đề nghị cho các mức cải thiện về kinh tế và hiệu quả.

     Lượng định– nhân viên lượng định phân tích cách điều hành và hoạt động của Đoàn Hòa bình tại các văn phòng quốc nội hay các cơ sở hải ngoại. Họ tìm xem cách thức hoạt động nào tốt nhất và đề nghị cải tiến chương trình và cách thức hoàn thành xứ mệnh và mục tiêu chiến lược của Đoàn Hòa bình.
    Thanh tra – Các thanh tra sẽ tiến hành điều tra các cáo buộc phạm pháp hay các việc làm sai trái trong quản lý bởi các tình nguyện viên, nhân viên trong đó có các chuyên viên và tư vấn viên và những người hợp tác với Đoàn Hòa bình, trong đó có các nhà hợp đồng.

Từ năm 2006–07, H. David Kotz là tổng thanh tra.